# Dissolução da união entre Noruega e Suécia em 1905

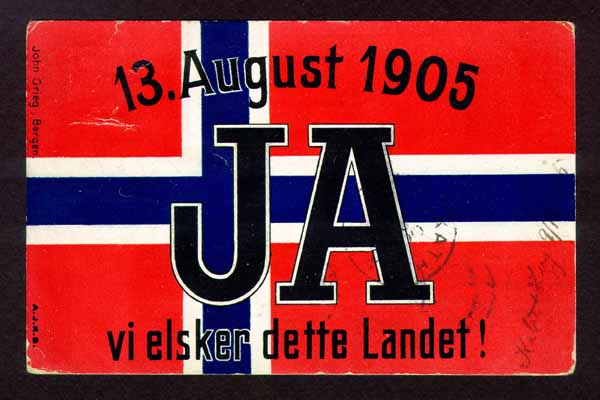
Postal comemorativo no qual se pode ler "Sim, nós amamos este país", atual hino nacional da Noruega.

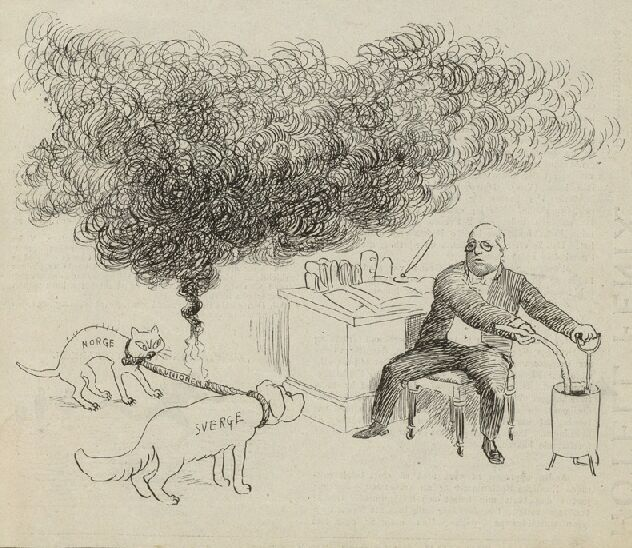
Caricatura de 1905: O Primeiro-Ministro sueco Boström tenta desajeitadamente apagar o fogo que ameaça a trela ligando o furioso gato norueguês e o preguiçoso cão sueco.

É conhecida como dissolução da união entre a Noruega e a Suécia, o processo político que, durante o ano de 1905, levou à separação definitiva entre os estados da Noruega e da Suécia, e, consequentemente, a transformação da Noruega, em um Estado absolutamente soberano.
Este processo foi definido quando o Parlamento norueguês dissolveu a união entre os dois países sob a Casa de Bernadotte, após vários meses de tensão, bem como a existência de um fundado receio de possível confronto militar entre os dois países escandinavos vizinhos. Antes da dissolução parlamentar, negociações ocorreram entre os dois governos, o que levou a Suécia (o Estado que liderava os poderes soberanos dos dois países até o momento, deixando assim a Noruega, em certa medida vista como um estado dependente) a reconhecer a Noruega como uma monarquia constitucional independente, que ocorreu em 26 de Outubro do mesmo ano. Por essa declaração, nesse momento, o rei  Óscar II da Suécia renunciou sua pretensão ao trono norueguês sob a união pessoal, efetivamente dissolvendo os Reinos Unidos da Suécia e Noruega, que até então operava desde 1814. O evento foi rapidamente seguido pela ascensão ao trono da Noruega em 18 de novembro de 1905 do príncipe Carlos da Dinamarca, que tomou o nome de Haakon VII.